# Гребеник Артем Сергійович
Арте́м Сергі́йович Гребеник (4 червня 2002) — український хокеїст, захисник французького клубу «Монблан», кандидат у майстри спорту.

## Життєпис
Народився у Києві.
Вихованець «Сокола». У чемпіонаті України з хокею виступав за білоцерківський «Білий Барс», броварський «БСФК» і херсонський «Дніпро». У сезоні 2023—2024 року виступав за команду другої хокейної ліги Фінляндії «Кеттеря» (Іматра), здобувши з ними срібні нагороди першості. З 2024 року виступає за клуб «Монблан» (Комблу) у другій французькій хокейній лізі.
У 2023 році в матчі проти ХК «Київ» став першим українським захисником у чемпіонатах країни, який закинув п'ять шайб в одній грі.
Студент Харківської державної академії фізичної культури.
У 2025 році на зимовій Універсіаді в Турині (Італія) у складі студентської збірної України з хокею здобув бронзову медаль.

## Спортивні досягнення
- Чемпіонат України з хокею 2022—2023 —  Бронза.
- Чемпіонат Фінляндії з хокею 2023—2024, ліга «Местіс» —  Срібло.
- Зимова Універсіада 2025 (Турин, Італія) —  Бронза.